# Tonet IV
Tonet IV és un pilotari professional genovesí nascut el 1998, mitger en la modalitat de raspall.

## Biografia
Procedent d'una nissaga de pilotaris —son pare, l'avi i el besavi, tots anomenats Tonet, també jugaren a «raspot»—, Tonet Ordiñana Llopis es formà en l'escola municipal de pilota del seu poble, amb Rosendo Pastor com a preparador i Lorja o Moltó de Barxeta com a companys; en debutar com a professional se l'anuncià com a Tonet II, ja que son pare (subcampió de lliga els anys 1988 i 1999) va ser el primer raspaller semiprofessional de la família, però més tard recuperà la numeració en homenatge als altres dos avantpassats.
Als setze anys, el 2015 jugà la seua primera final com a punter en la Lliga Professional de Raspall amb Guille d'Alzira i el Moro d'Alcàntera i, en la del 2017, competí per primera volta com a mitger junt amb Sergio i Ricardet, amb els quals aplegà a semifinals.
El 2018 tornà a disputar la final de la Lliga Bankia de Raspall junt amb els seus antics companys de formació, Lorja i Moltó, però perderen 25 per 5 front al trio roig d'Ian, Canari i Ricardet;
el mateix any guanyà el Trofeu Filósofo en parella amb Ian, front al trio de Guadi, Seve i Néstor.
Als vint-i-dos anys guanyà el Campionat Individual de Raspall front al campió vigent, Moltó, al qual derrotà 15 per 25 al trinquet de Bellreguard.
El cap de setmana següent aplegà a la final del Trofeu Mestres de Pilota, al trinquet de Pelayo: acompanyat per Vicent al rest i Néstor de punter, el trio roig guanyà 30 per 15 els blaus Marrahí, Brisca i Ricardet.

## Palmarés
| A.   | competició                     |             | rest        | punter   | adversaris                  |
| ---- | ------------------------------ | ----------- | ----------- | -------- | --------------------------- |
| 2021 | 35é Individual CaixaBank       | Campió      | ×           | ×        | Moltó                       |
| 2020 | 34é Individual Bankia          | Campió      | ×           | ×        | Moltó                       |
| 2020 | 37a Lliga Bankia               | Campió      | Punxa       | Néstor   | Pablo, Seve i Lorja         |
| 2020 | 2n Trofeu Mestres              | Campió      | Vicent      | Néstor   | Marrahí, Brisca i Ricardet  |
| 2021 | 38a Lliga Caixabank            | Subcampió   | Vicent      | Jose     | Vercher, Canari i Ricardet  |
| 2018 | 35a Lliga Professional         | Subcampió   | Moltó       | Lorja    | Ian, Canari i Ricardet      |
| 2015 | 32a Lliga Professional         | Subcampió   | Guille      | Moro     | Sergio, Alberto i Roberto   |
| 2019 | 5a Copa Diputació              | Campió      | Pablo       | ×        | Vercher i Brisca            |
| 2016 | 2a Copa Diputació              | Campió      | Moltó       | ×        | Punxa i Roberto             |
| 2020 | 2n Trofeu Mancomunitats        | campions    | Ximo        | ×        | Marrahí i Lorja             |
| 2019 | 1r Trofeu Mestres              | subcampions | Pablo       | Ricardet | Moltó, Canari i Raúl        |
| 2021 | 23é Trofeu Gregori Maians      | subcampions | Salelles II | ×        | Vercher i Brisca            |
| 2018 | I Trofeu 600 Anys              | subcampions | Moltó       | ×        | Ian i Canari                |
| 2021 | 5t Trofeu Mixt Masymas         | campions    | Salelles II | ×        | Moltó i Seve                |
| 2020 | 4t Trofeu Mixt Masymas         | campions    | Salelles II | ×        | Ian i Canari                |
| 2018 | 6t Trofeu Mixt Savipecho       | campions    | Sergio      | ×        | Pablo i Brisca              |
| 2018 | 2n Trofeu José Luis López      | campions    | Sergio      | Brisca   | Ian, Coeter II i Seve       |
| 2017 | 1r Trofeu Mixt José Luis López | subcampions | Ian         | Néstor   | Sergio, Brisca i Miravalles |
| 2018 | Trofeu Filósofo                | subcampions | Ian         | ×        | Guadi, Seve i Néstor        |
| 2015 | 2n Trofeu Bollo                | campions    | Sergio      | Alberto  | Waldo i Sanchis             |
| 2015 | Trofeu Arturo Bataller         | subcampions | Ian         | Moro     | Punxa, Sanchis i Miravalles |

1. 1 2 3 4  Els pilotaris indicats jugaren com a mitgers, ja que fins a l'abril del 2018 Tonet jugà de punter